# Spencer W. Kimball
Spencer W. Kimball (Salt Lake City, 28 de marzo de 1895-Salt Lake City, 5 de noviembre de 1985) fue el duodécimo presidente de La Iglesia de Jesucristo de los Santos de los Últimos Días.

## Primeros años
Spencer Woolley Kimball nació el 28 de marzo de 1895 en Salt Lake City, Utah dentro del matrimonio formado por Andrew Kimball y Olive Woolley Kimball.
En mayo de 1898, los Kimball se mudan a Thatcher (Arizona) donde su padre ejerce el cargo de presidente de la estaca Saint Joseph. Este cargo lo ejerció por 28 años consecutivos.
Los Kimball además se transformaron en granjeros y Spencer se crio como un granjero más de los varios mormones que habitaban la zona.
El 18 de octubre de 1906, su madre Olive, fallece quedando a cargo de su padre.
En junio de 1907 su padre contrae segundas nupcias con Josephine Cluff.

## Juventud
Spencer W. Kimball fue llamado para la misión en los Estados Centrales de los EE. UU. donde es relevado al fin de su periodo en forma honorable.
Asistiendo a la Universidad de Arizona conoce a Camilla Eyring y se casa el 16 de noviembre de 1917.
Para mantener a su naciente familia, Kimball trabaja como empleado bancario en 1918.
En 1923, fallece su padre Andrew mientras es llamado como segundo consejero del presidente de la Iglesia Heber J.Grant.
Organiza su propia compañía de seguros, la Compañía de seguros Kimball&Greenhalgh en 1927 mientras ejerce el cargo de presidente de la estaca de Mount Grant.

## Madurez y líder religioso
En plena Segunda Guerra Mundial, Kimball es ordenado al oficio de Apóstol de su iglesia, en 1943.
Para esa fecha empieza a sentir los efectos de una dolencia crónica en su garganta y además contrae una dolencia al corazón. Se recupera milagrosamente al recibir una Bendición de salud en 1950.[cita requerida]
En 1957, se interviene para ser operado de una de sus cuerdas vocales que había sido diagnósticada con cáncer.
De allí en adelante Spencer W. Kimball se esforzaría por dar discursos desde el púlpito con una voz pausada y grave.
En 1967,  comisiona a misioneros para abrir la estaca de El Bosque en Santiago de Chile-Sudamérica.
En 1969, publica su libro El Milagro del Perdón y  apertura la primera capilla  chilena en Ñuñoa, Santiago de Chile.
El 26 de diciembre de 1973 pasa a ser Presidente de la Iglesia.
Spencer W. Kimball ejerció su cargo en los años 80 y ejerció una poderosa influencia en la obra misional con su frase: -"Cada miembro..un misionero"-
Spencer W. Kimball además escribió libros como El milagro del Perdón donde categoriza y describe los pecados ante Dios, promueve el arrepentimiento y la forma en que estos pueden repararse y restituir a la justicia divina.  
Kimball, a pesar de su mala salud (diagnosticado de cáncer de laringe y cardiopatías) dio innumerables discursos respecto de la bondad del arrepentimiento y de la amorosa personalidad del Dios de la cristiandad.  
En 1978 el presidente Kimball, presionado por el contexto social y después de recibir una advertencia por parte del gobierno Federal, anunció una decisión histórica: la autoridad  del Sacerdocio sería extensible para todo el género humano sin acepción de razas.De este modo se le concedió a los miembros con sangre africana (o "negros") las bendiciones del Sacerdocio de Melquisedec, intentando así remediar más de 100 años de racismo y exclusión de las bendiciones del Sacerdocio y Templo a los hermanos y hermanas de origen africano (o mixtas con sangre africana).   
Kimball inauguró y dedicó muchos templos en América Latina, entre ellos el templo de Sao Paulo en Brasil,  el Templo de Santiago, Chile y así como el templo de Tokio, Japón.

## Vida final
Durante los años 80 la salud del Presidente Kimball declinó y los deberes de la presidencia fueron llevados a cabo cada vez más por su consejero Gordon B. Hinckley. 
Murió el 5 de noviembre de 1985 en Salt Lake, Utah.
| Predecesor: Harold B. Lee | Presidente de La Iglesia de Jesucristo de los Santos de los Últimos Días 30 de diciembre de 1973 - 5 de noviembre de 1985 | Sucesor: Ezra Taft Benson |

- Datos: Q1392523
- Multimedia: Spencer W. Kimball / Q1392523